# David Hartley (junior)
David Hartley el Jove (Bath, comtat de Somerset (Anglaterra), 1732 - Idem. 19 de desembre, 1813) va ser un estadista, un inventor científic i fill del filòsof David Hartley.
Va ser membre del Parlament (MP) de Kingston upon Hull i també va ocupar el càrrec de Ministre Plenipotenciari de Sa Majestat Britànica, nomenat pel rei Jordi III per tractar amb els Estats Units d'Amèrica la independència americana i altres qüestions després de la Revolució americana. Hartley va ser el primer diputat que va presentar el cas per l'abolició del tràfic d'esclaus davant la Cambra dels Comuns.

## Biografia
Va estudiar a la Universitat d'Oxford i va entaular íntima amistat amb Franklin, que en aquella època era a Anglaterra. representant de Hull a la Cambra dels Comuns de 1774 a 1780 i de 1791 a 1784, es va oposar a la guerra amb Amèrica i va combatre l'esclavitud amb tanta energia com talent, i va presentar una resolució el 1776 ne la qual deia:
| « | "el tràfic d'esclaus és contrari a les lleis de Déu i als drets dels homes". | » |

obtenint extraordinària popularitat.
Va signar com a plenipotenciari el tractat de pau entre Anglaterra i els Estats Units el 3 de desembre de 1783 (Tractat de París de 1783).
S'ocupà també de química i mecànica i inventà un mitjà de preservar del foc els vaixells i els edificis.

## Va publicar
- Letters on the American War (Londres, 1778/79);
- An Addres to the Committee of Association of the Country of York (1781);
- Argument on the French revolution (Bath, 1794).